# Rubén Alcaraz
Rubén Alcaraz Jiménez (Barcelona, 1 de mayo de 1991) es un futbolista español que juega de centrocampista en el Cádiz Club de Fútbol de la Segunda División de España.

## Biografía
La carrera deportiva de Rubén Alcaraz comenzó en las canteras del Barça, Espanyol y Damm donde jugó dos temporadas en división de honor juvenil. En 2010 fichó por la U. D. A. Gramanet de la Segunda División B, donde jugó dos años hasta fichar por la A. E. Prat, hasta que llegó al C. E. L'Hospitalet para la temporada 2014-15. Su temporada, con diez tantos incluidos, le permitió fichar por el Girona F. C. por dos temporadas.
Después de lograr el ascenso a Primera División con el cuadro albirrojo, fue cedido por una temporada a la U. D. Almería. En el equipo andaluz fue uno de los jugadores más destacados al lograr nueve tantos.
En agosto de 2018 fue traspasado al Real Valladolid por cuatro temporadas a cambio de un millón de euros fijos más medio millón variable. Su primer gol en Liga llegó de falta directa ante la S. D. Huesca, algo que repitió en Mestalla unos meses después.
El 20 de enero de 2022 fue confirmada su cesión hasta final de temporada con opción de compra por el Cádiz Club de Fútbol, club al que ya había llegado su compañero Fede San Emeterio días atrás. El 1 de junio fue ejercida dicha opción y firmó un contrato hasta junio de 2024.